# Materiał pędny
Materiały pędne to ogólna nazwa paliw do silników spalinowych.

## Materiały pędne rakietowe
Substancje chemiczne stosowane jako paliwo w silnikach rakietowych. Są zdolne do egzotermicznego rozkładu lub spalania z wydzieleniem dużych ilości gazów.
Według stanu skupienia:
- stałe
- ciekłe
- mieszane (stało-ciekłe)

Według ilości składników:
- jednoskładnikowe dostarczają ciepła w reakcji katalitycznego rozkładu (np. nadtlenek wodoru, hydrazyna),
- dwuskładnikowe stanowią mieszaninę związków, z których jedne spełniają funkcję paliwa, a drugie — utleniacza.